# Ronald Daus

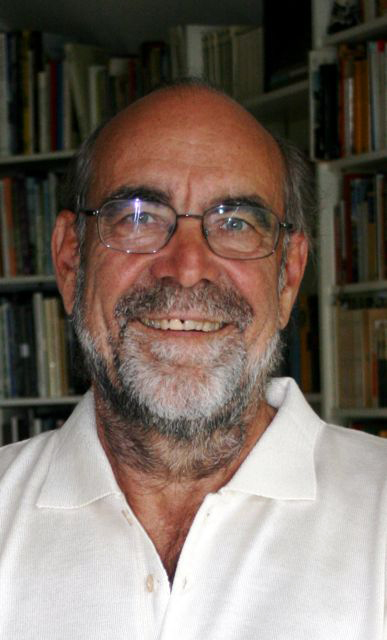
Ronald Daus (2010)

Ronald Daus (* 12. Mai 1943 in Hannover) ist ein deutscher Romanist mit Schwerpunkt Lateinamerikanistik.

## Leben
Ronald Daus studierte Romanistik (Portugiesisch, Spanisch, Französisch, Italienisch) und Orientalistik (Arabisch, Malaiisch, Tagalog) in Hamburg, Lissabon, Rio de Janeiro und Kiel. 1967 wurde er in Kiel zum Thema Der epische Zyklus der Cangaceiros in der Volkspoesie Nordostbrasiliens promoviert. 1970 habilitierte er sich an der Freien Universität Berlin (FU) mit einer Arbeit über Ramón Gómez de la Sernas Avantgardismus. 1970 erhielt er eine Berufung als Professor für Hispanistik, Lusitanistik und Lateinamerikanistik an die FU Berlin, wo er bis zu seiner Pensionierung 2008 forschte und lehrte.
Daus beschäftigt sich seit Ende der 1970er Jahre in der Fachrichtung „Neue Romania“ mit den Kontakten zwischen europäischen Völkern und außereuropäischen Kulturen. Er lehrte als Gastprofessor u. a. zwei Jahre am Colegio de México in Mexiko-Stadt sowie jeweils ein Jahr am Institute of South East Asian Studies in Singapur, an der University of the Philippines in Manila und an der Université du Pacifique in Tahiti.
Seine Spezialgebiete sind die überseeischen Entdeckungsreisen, Entstehung und Weiterentwicklung des Kolonialismus, europäisch-außereuropäische Mischkulturen und die außereuropäische Großstadtliteratur und Metropolenforschung.
Neben seinen Publikationen war er von 1982 bis 2008 Mitherausgeber der Zeitschrift Neue Romania der Freien Universität Berlin und ist seit 1997 Mitherausgeber der Zeitschrift Kosmopolis – Interkulturelle Zeitschrift aus Berlin, Babylon Metropolis Studies.

## Veröffentlichungen (Auswahl)
- Der epische Zyklus der Cangaceiros in der Volkspoesie Nordostbrasiliens. Dissertation. Colloquium, Berlin 1969.
- Zorniges Lateinamerika. Selbstdarstellung eines Kontinents. Diederichs, Berlin 1973, ISBN 978-3-424-00497-7.
- Die Erfindung des Kolonialismus. Die Portugiesen in Asien. Peter Hammer, Wuppertal 1983, ISBN 978-3-87294-202-9.
- Großstädte Außereuropas. 3 Bände. Babylon Metropolis Studies, Berlin 1990–1997.
- Kolonialismus extrem. Geschichten vom Roten Meer – Bilder vom Pazifik. Babylon Metropolis Studies, Berlin 1998, ISBN 978-3-925529-08-5.
- Strandkultur statt Stadtkultur. Die Metropolen des Mittelmeers zu Beginn des 21. Jahrhunderts. Babylon Metropolis Studies, Berlin 2000, ISBN 978-3-925529-12-2.
- Banlieue – Freiräume in europäischen und außereuropäischen Großstädten. 2 Bände. Babylon Metropolis Studies, Berlin 2002/2003.
- La Guajira. Wie ein wildes Land erzählt wird. Babylon Metropolis Studies, Berlin 2006, ISBN 978-3-925529-25-2.
- Weltstädte. Von der Norm zur Laune. Babylon Metropolis Studies, Berlin 2006, ISBN 978-3-925529-20-7.
- Atypische Weltstädte. Die Verlagerung des Vergnügens ins Exotische: Tijuana, Cancún, Dubai. Babylon Metropolis Studies, Berlin 2007, ISBN 978-3-925529-21-4.
- Weltstadtinszenierungen. Monomanische Berichte aus Berlin, Paris, Mexiko-Stadt und Schanghai. Babylon Metropolis Studies, Berlin 2008, ISBN 978-3-925529-22-1.
- Die Spanier im Pazifik – Reloaded. 1520-2015 (mit Ursula Daus). Babylon Metropolis Studies, Berlin 2013, ISBN 978-3-925529-33-7.
- Die Erfindung des Kolonialismus – Revisited. Ungekürzte und überarbeitete Neuauflage. Babylon Metropolis Studies, Berlin 2014, ISBN 978-3-925529-32-0.
- mit Ursula Daus: Von der Kunst, in stürmischer See nicht zu kentern. Die Manus der Admiralitätsinseln im 21. Jahrhundert. Babylon Metropolis Studies, Berlin 2019, ISBN 978-3-925529-36-8.
- mit Ursula Daus: Die „Casas-Palacio de Cargadores a Indias“ von El Puerto de Santa María (Spanien) im 21. Jahrhundert. Ein literarischer Befund. 1. Band der Andalusischen Trilogie. Babylon Metropolis Studies, Berlin 2020, ISBN 978-3-925529-37-5
- mit Ursula Daus: Gibraltar. Im Fadenkreuz der Literatur. 2. Band der Andalusischen Trilogie. Babylon Metropolis Studies, Berlin 2022, ISBN 978-3-925529-38-2
- mit Ursula Daus: Ein Held unserer Zeit. Literarische Spurensuche im 21. Jahrhundert nach Boabdil, dem letzten Sultan von Granada (Spanien). 3. Band der Andalusischen Trilogie. Babylon Metropolis Studies, Berlin 2023, ISBN 978-3-925529-39-9